# Boris Karloff
William Henry Pratt (23. listopadu 1887 – 2. února 1969), známější pod svým uměleckým jménem Boris Karloff, byl anglický herec.
Karloff se nejvíce proslavil svými rolemi ve filmových hororech a ztvárněním Frankensteinova netvora ve filmech Frankenstein (1931), Bride of Frankenstein (1935) a Son of Frankenstein (1939). Jeho nejznámější nehororová role je Grinch v animovaném televizním speciálu Dr. Seusse How the Grinch Stole Christmas! (1966), kde také dělal vypravěče. Nezapomenutelnou roli si také zahrál ve filmu Scarface (1932).